# 緒方富雄賞
緒方富雄賞（おがたとみおしょう）は、日本臨床検査同学院が臨床検査技師を対象に、臨床検査医学に関係のある論文、著書あるいは講演の内容が学術的に高度、もしくは、臨床検査医学の技術面で顕著な業績をあげ、かつその進歩発展に大いに寄与したものに与える賞である。

## 受賞者一覧
| 回（年度）       | 受賞者名   | 受賞者の所属地（受賞時、又は現在）       |
| ---------------- | ---------- | ---------------------------------------- |
| 第1回（1985年）  | 相賀静子   | 埼玉県立衛生短期大学                     |
| 第1回（1985年）  | 野本昭三   | 信州大学医療技術短期大学部               |
| 第1回（1985年）  | 河又国士   | 中央鉄道病院                             |
| 第2回（1986年）  | 田畑勝好   | 京都大学医療技術短期大学部               |
| 第2回（1986年）  | 小栗豊子   | 東京医療保健大学大学院                   |
| 第3回（1987年）  | 畠山重春   | サイパソリサーチセンター                 |
| 第4回（1988年）  | 高宮脩     | 国立大阪病院                             |
| 第4回（1988年）  | 荒井敦三   | サクラ精機株式会社研究室                 |
| 第5回（1989年）  | 宮谷勝明   | 済生会京都府病院                         |
| 第6回（1990年）  | なし       | なし                                     |
| 第7回（1991年）  | 間武雄     | 日本医科大学                             |
| 第7回（1991年）  | 菅沼源二   | 日本勤労者健康開発協会                   |
| 第7回（1991年）  | 松井朝子   | 新潟大学医学部附属病院                   |
| 第8回（1992年）  | 荒谷清     | 産業医科大学病院                         |
| 第8回（1992年）  | 大場操児   | 獨協医科大学病院                         |
| 第8回（1992年）  | 池本正生   | 天理医療大学医療学部                     |
| 第8回（1992年）  | 杉山繁雄   | 京都大学医学部附属病院                   |
| 第9回（1993年）  | 内田壱夫   | 京都医科学研究所                         |
| 第9回（1993年）  | 安松弘光   | 広島市立安佐市民病院                     |
| 第10回（1994年） | 岩信造     | 市立柏原病院                             |
| 第10回（1994年） | 遠藤栄子   | 東北大学附属病院                         |
| 第10回（1994年） | 正路喜代美 | 埼玉県立がんセンター病院                 |
| 第10回（1994年） | 高宮春男   | 北里大学病院                             |
| 第11回（1995年） | 湯浅宗一   | 京都府立医科大学附属病院                 |
| 第11回（1995年） | 宮澤正治   | 埼玉県立小原循環器病センター             |
| 第11回（1995年） | 田澤節子   | 昭和大学藤が丘病院                       |
| 第12回（1996年） | 前田明     | 東邦大学医学部                           |
| 第12回（1996年） | 髙橋和男   | ビー・エム・エル総合研究所               |
| 第12回（1996年） | 島津千里   | 帝京大学医療技術学部                     |
| 第13回（1997年） | 巴山顕次   | 西武学園医学技術専門学校                 |
| 第13回（1997年） | 服部進     | 順天堂大学医学部附属静岡病院             |
| 第14回（1998年） | 岡本茂高   | 京都府立医科大学病院                     |
| 第14回（1998年） | 山中亨     | 天理よろづ相談所病院                     |
| 第14回（1998年） | 西川洋子   | 大阪府立急性期・総合医療センター         |
| 第15回（1999年） | 坂東史郎   | 愛媛大学医学部附属病院                   |
| 第15回（1999年） | 南部昭     | 京都府立医科大学病院                     |
| 第15回（1999年） | 柴崎光衛   | 獨協医科大学越谷病院                     |
| 第16回（2000年） | 眞重文子   | 東京大学医学部附属病院                   |
| 第16回（2000年） | 奈田俊     | 名古屋大学医学部附属病院                 |
| 第16回（2000年） | 長裕子     | 東京医科歯科大学医学部附属病院           |
| 第17回（2001年） | 黒川幸徳   | 川崎医科大学附属病院                     |
| 第17回（2001年） | 大竹順子   | 順天堂大学医学部附属練馬病院             |
| 第17回（2001年） | 田口勝二   | 東邦大学医療センター大橋病院             |
| 第18回（2002年） | 吉田孝     | 滋賀医科大学附属病院                     |
| 第18回（2002年） | 三浦純子   | 虎の門病院                               |
| 第18回（2002年） | 坂場幸治   | ピーシーエルジャパン病理・細胞診センター |
| 第19回（2003年） | 下村弘治   | 文京学院大学大学院                       |
| 第19回（2003年） | 小松京子   | がん研有明病院                           |
| 第20回（2004年） | 廣井禎之   | 防衛医科大学校                           |
| 第20回（2004年） | 山本慶和   | 天理よろづ相談所病院                     |
| 第20回（2004年） | 兜森修     | 大阪大学医学部附属病院                   |
| 第21回（2005年） | 松田貴美子 | 川崎医科大学附属病院                     |
| 第21回（2005年） | 大久保輝男 | 埼玉県立呼吸器・循環器病センター         |
| 第21回（2005年） | 岩原実     | 東邦大学医療センター大橋病院             |
| 第21回（2005年） | 伊藤仁     | 東海大学医学部付属病院                   |
| 第22回（2006年） | 杉山弘     | 昭和大学藤が丘病院                       |
| 第22回（2006年） | 奥村伸生   | 信州大学医学部保健学科                   |
| 第22回（2006年） | 今井宣子   | 大阪大学医学部附属病院                   |
| 第23回（2007年） | 山舘周恒   | 日本大学医学部附属板橋病院               |
| 第23回（2007年） | 片山博徳   | 日本医科大学多摩永山病院                 |
| 第23回（2007年） | 浅利誠志   | 大阪大学医学部附属病院                   |
| 第24回（2008年） | 戸塚実     | 東京医科歯科大学大学院                   |
| 第24回（2008年） | 栢森裕三   | 九州大学大学院                           |
| 第24回（2008年） | 大久保滋夫 | 東京大学医学部附属病院                   |
| 第25回（2009年） | 横尾ハル江 | 埼玉社会保険病院                         |
| 第25回（2009年） | 森下芳孝   | 鈴鹿医療科学大学                         |
| 第25回（2009年） | 金森きよ子 | 文京学院大学保健医療技術学部             |
| 第25回（2009年） | 大島利夫   | 東海大学医学部付属病院                   |
| 第26回（2010年） | 森山隆則   | 北海道大学大学院                         |
| 第26回（2010年） | 末吉徳芳   | つくば国際大学                           |
| 第26回（2010年） | 大澤進     | リージャー                               |
| 第26回（2010年） | 上野一郎   | 香川県立保健医療大学大学院               |
| 第26回（2010年） | 穴見正信   | 長崎病理診断科                           |
| 第27回（2011年） | 西山宏幸   | 日本大学病院                             |
| 第27回（2011年） | 西岡淳二   | 鈴鹿医療科学大学保健衛生学部             |
| 第27回（2011年） | 永沢善三   | 国際医療福祉大学福岡保健医療学部         |
| 第28回（2012年） | 堀井隆     | 順天堂大学医学部附属順天堂医院           |
| 第28回（2012年） | 戸田好信   | 天理医療大学医療学部                     |
| 第28回（2012年） | 川崎誠司   | 佐賀大学医学部附属病院                   |
| 第29回（2013年） | 横田浩充   | 東邦大学理学部                           |
| 第29回（2013年） | 町田幸雄   | 日本適合性協会認定センター               |
| 第29回（2013年） | 黒田雅顕   | 帝京大学医療技術学部                     |
| 第30回（2014年） | 三澤成毅   | 順天堂大学医学部附属順天堂医院           |
| 第30回（2014年） | 阿部仁     | 慶應義塾大学医学部                       |
| 第31回（2015年） | 長沢光章   | 東北大学病院                             |
| 第31回（2015年） | 髙橋修     | 市川市リハビリテーション病院             |
| 第31回（2015年） | 井戸田篤   | 大阪府立成人病センター                   |
| 第31回（2015年） | 石井清     | 順天堂大学医学部附属練馬病院             |
| 第31回（2015年） | 池田聡     | 土浦協同病院                             |
| 第31回（2015年） | 青木裕志   | 順天堂大学医学部附属練馬病院             |
| 第32回（2016年） | 小松方     | 天理医療大学医療学部                     |
| 第33回（2017年） | 藤田和博   | 大東文化大学スポーツ・健康科学部         |
| 第33回（2017年） | 中島あつ子 | 獨協医科大学埼玉医療センター             |
| 第33回（2017年） | 宿谷賢一   | 東京大学医学部附属病院                   |
| 第34回（2018年） | 叶一乃     | 新渡戸文化短期大学臨床検査学科           |
| 第34回（2018年） | 日髙惠以子 | 長野県立こども病院                       |
| 第34回（2018年） | 福田晃子   | 帝京大学医療技術学部                     |
| 第34回（2018年） | 宮本仁志   | 愛媛大学医学部附属病院                   |
| 第35回（2019年） | 水野秀一   | 山口大学医学部附属病院                   |
| 第35回（2019年） | 十良澤勝雄 | 昭和大学藤が丘病院                       |
| 第36回（2020年） | 栗原由利子 | 東京工科大学医療保健学部                 |
| 第36回（2020年） | 古谷津純一 | 獨協医科大学埼玉医療センター             |